# Pseudacanthops spinulosa
Pseudacanthops spinulosa es una especie de mantis de la familia Acanthopidae.

## Distribución geográfica
Se encuentra en Bolivia, Brasil, Ecuador y la Guayana Francesa.